# 皇家阿爾斯特警察
皇家阿爾斯特警察（英語：Royal Ulster Constabulary），是1922年至2001年間英國曾在北愛爾蘭部署的警察部隊。1921年，英國將愛爾蘭島分為南北兩個政治實體，翌年皇家阿爾斯特警察正式成立，取代原來的皇家愛爾蘭警隊。在全盛時期，整個部隊約有8,500名軍官，一共十二個師，另有4,500名預備役成員。
皇家阿爾斯特警察自愛爾蘭獨立戰爭起負責北愛爾蘭的治安，並在1960至1990年代間的北愛爾蘭衝突中發揮重要作用。為了應付來自臨時愛爾蘭共和軍的威脅，部隊於是全副武裝和軍事化，警察經常需要攜帶衝鋒槍和突擊步槍。皇家阿爾斯特警察亦是首個使用橡膠子彈和塑膠子彈防止暴亂的警察部隊。在多次的準軍事暗殺或襲擊中，共有319名成員被殺，近9,000人受傷，主要是由愛爾蘭共和軍攻擊所致，到1983年，皇家阿爾斯特警察成為世界上執勤最危險的警察部隊。在同一時期，他們也殺死了55人，其中28人是平民。
共和派和愛爾蘭民族主義者指責皇家阿爾斯特警察一方面維持治安和歧視，並與忠實的親英新教準軍事人員勾結。在1998年4月10日的《耶穌受難日協議》後由前港督彭定康進行的基本警務調查。該報告於1999年9月發布。它建議對警隊進行全面重組，由北愛爾蘭警察局取代皇家阿爾斯特警察局，並積極招募天主教徒，並採用新的徽章和帽徽 。北愛爾蘭警察於2001年11月推出。作為改革的一部分，警察部門刪除了“皇家”一詞，並採用了新徽章，並大幅削減警隊規模。